# Rossend Nobas
Rossend Nobas i Ballbé (Barcelone, 1849 - 1891) est un orfèvre et sculpteur catalan. Il a pratiqué une sculpture réaliste, naturaliste et harmonieuse.

## Biographie
Rossend Nobas i Ballbé naît carrer de Corders (Barcelone), où son père se consacrait à la ferblantier et où lui-même a commencé à exercer comme artisan, pratiquant tant la technique de la fonte que celle de la ciselure. Ces connaissances lui permettent de travailler comme argentier à l'atelier de la famille Masriera, avec laquelle il entretiendra une bonne relation toute sa vie. Il sera plus tard le maître de Frederic Masriera i Manovens (ca).
Il étudie à l'École de la Llotja de Barcelone, où il est initié à la sculpture par les frères Agapit et Venanci Vallmitjana i Barbany (ca), dans l'atelier desquels commence à travailler. II suit les classes de peinture de Claudi Lorenzale et de Pau Milà et Fontanals, qui vont susciter chez lui l'intérêt pour le romantisme et pour l'aquarelle. Il dominait cette dernière spécialité, même s'il ne s'y consacra pas professionnellement, il avait pour habitude de réaliser des aquarelles instantanées. Après cette expérience avec les frères Vallmitjana, il va établir son propre atelier à Barcelone, d'abord plaça de l'Oli, plus tard carrer de Casanova et enfin carrer de Provença.
En 1866, il expose son travail à Paris, où il recueille un grand succès. Il gagne sa reconnaissance comme sculpteur avec l'œuvre Segle XIX, aussi connue comme Torero ferit, avec laquelle il gagne la médaille de deuxième classe à l’Exposition Nationale des Beaux Arts de Madrid de 1871. Avec son Buste de Cervantes il est primé à l'Exposition Universelle de 1873 à Vienne, et avec son Buste de Fortuny à Philadelphie.
Il a réalisé des centaines d'images religieuses, de sculptures funéraires, en particulier des portraits, spécialité grâce à laquelle il acquiert une grande renommée et est très demandé par les grandes familles barcelonaises pour qu'il les immortalise. Le buste de Madame Güell et ceux des membres de la famille Masriera en sont des exemples remarquables. Il a également été le sculpteur de la faculté de Médecine de Barcelone. Nombre de ses œuvres ont disparu dans les diverses révoltes du début du XXe siècle à fin de la guerre civile espagnole. Une des pertes les plus regrettées est celle de sa frise consacrée à "l'histoire du travail" de la maison Bajot (réalisation de l'architecte Guastavino au 32, Passeig de Gràcia à Barcelone), de laquelle persistait seulement une partie, qui fut détruite lors de l'installation d'une enseigne commerciale. Un autre exemple de perte est celle de la statue de Güell i Ferrer.
Il a eu comme disciples au sein de son atelier : Josep Gamot, Josep Reynés i Gurguí, Manel Fuxà i Leal, Torquat Tasso i Nadal, Anselm Nogués i Garcia, Josep Llimona i Bruguera, Joan Serra i Pau, Joan Flotats i Llucià, Frederic Masriera i Manovens (ca) et le médailleur Damià Pradell i Pujol.

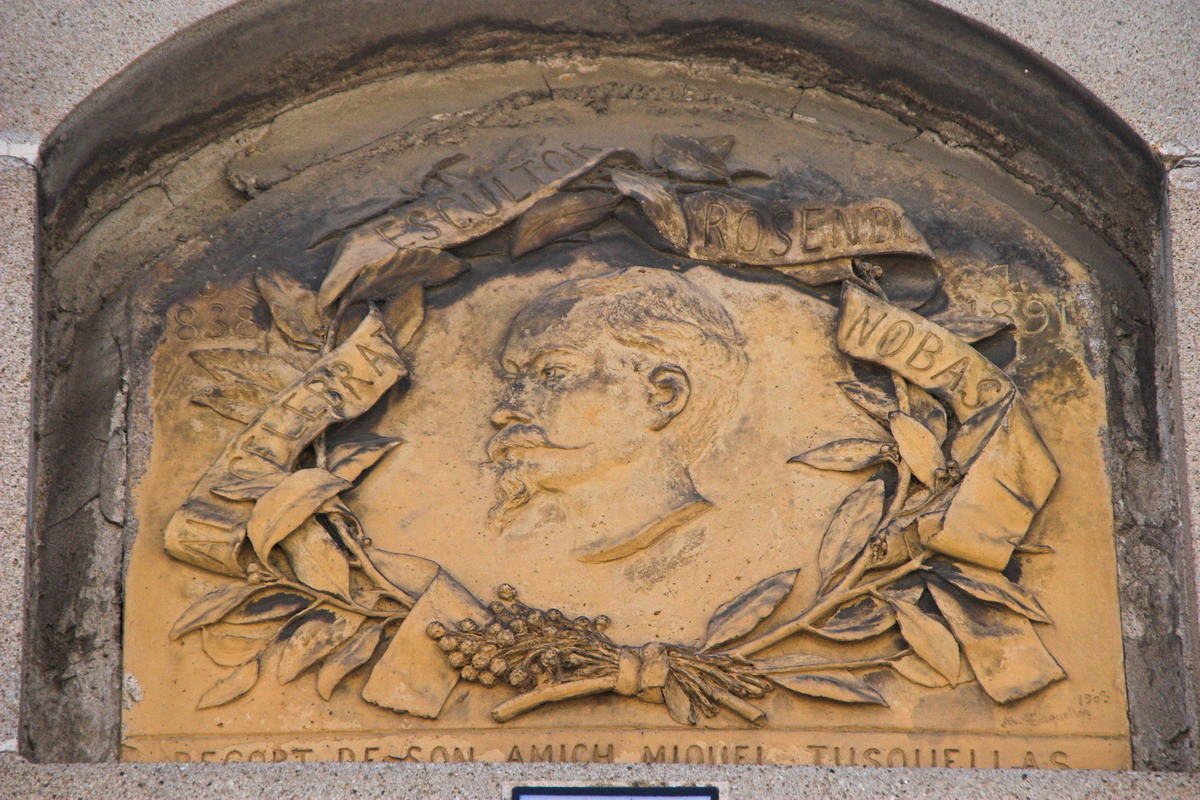
Tombe de Rossend Nobas au cimetière de Poblenou (Barcelone), avec dalle funéraire du sculpteur Miquel Tusquellas Tarragó.

Il meurt soudain d'une pneumonie contractée alors qu'il accompagnait sa mère sur son lit de mort.

## Œuvres remarquables
- 1870 - Christ crucifié
- 1871 - Torero ferit (Musée National d'Art de Catalogne)
- 1872 - Buste de Cervantes[2]
- 1878 - Femme catalane
- 1879 - Buste de Marià Fortuny[2]
- 1879 - Statue du général Josep Cabrinetty, plaça major de Puigcerdà
- 1879 - Bustes de terre cuite de Cervantes, Milton et Dante situés sur le fronton de l'Éditorial Montaner i Simón de Domènech i Montaner[6].
- 1881 - Lions pour le vestíbul du Palais de la Generalitat de Catalogne[2]
- 1882 - Buste d'Aristote. Université de Barcelone
- 1882 - Buste de Clotilde Rosés - Museu Nacional d'Art de Catalunya
- 1882 - Saint Tomàs
- 1883 - La Dolorosa. Pampelune
- 1883 - Statue de Mercure. Casino Mercantil de Barcelone
- 1884 - Portrait d'Elisa Masriera. Musée National d'Art de Catalogne
- 1885 - Quadriga de l'Aurora, quadriga doré avec qui parachève le monument de la Cascade du Parc de la Ciutadella de Barcelone. De cet ensemble, les faunes sont également ses œuvres[2].
- 1888 - Monument à Rafael Casanova i Comes, situé à la Ronda Saint Pere de Barcelone
- 1888 - À Joan Güell i Ferrer. Barcelone

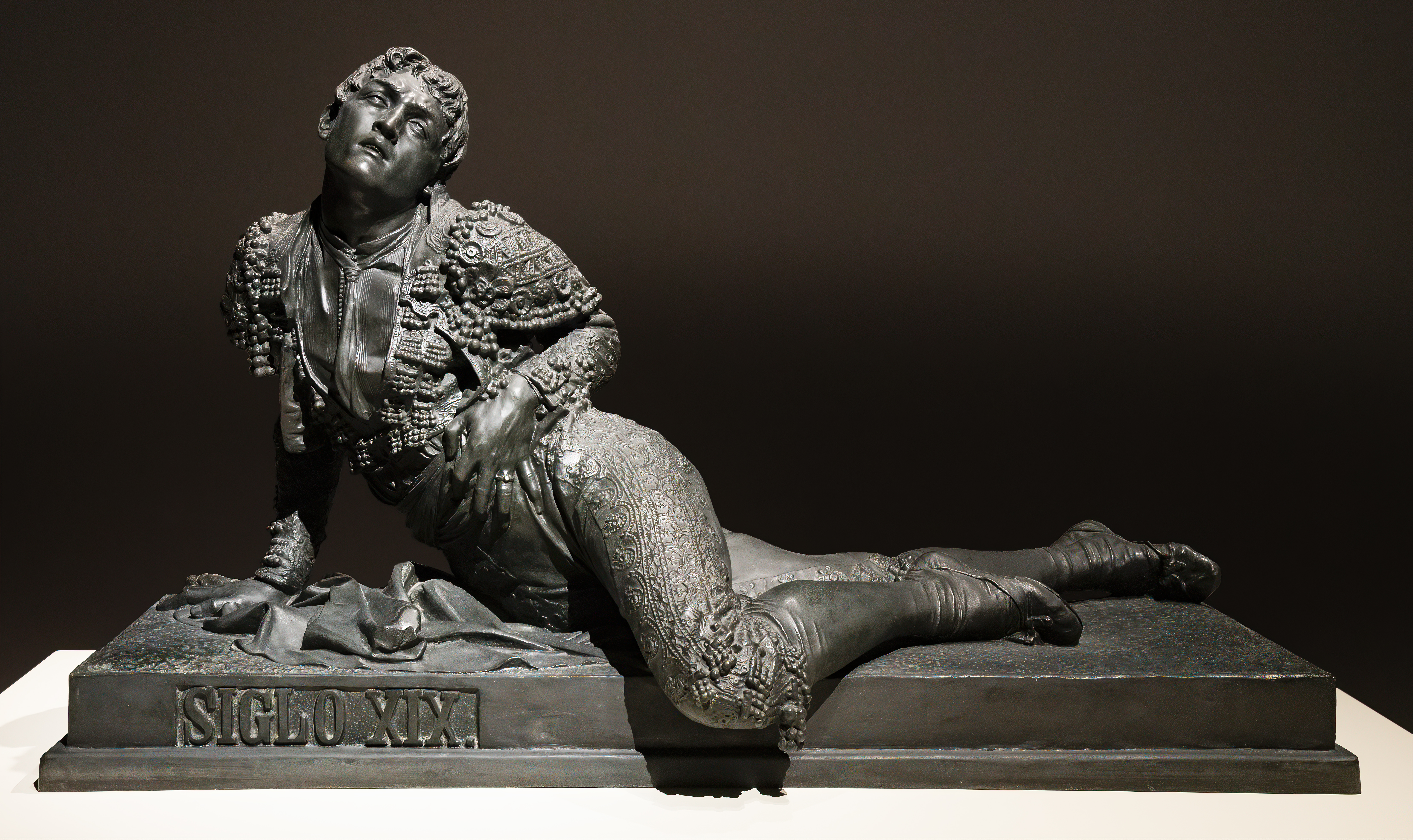
Torero blessé Museu Nacional d'Art de Catalunya
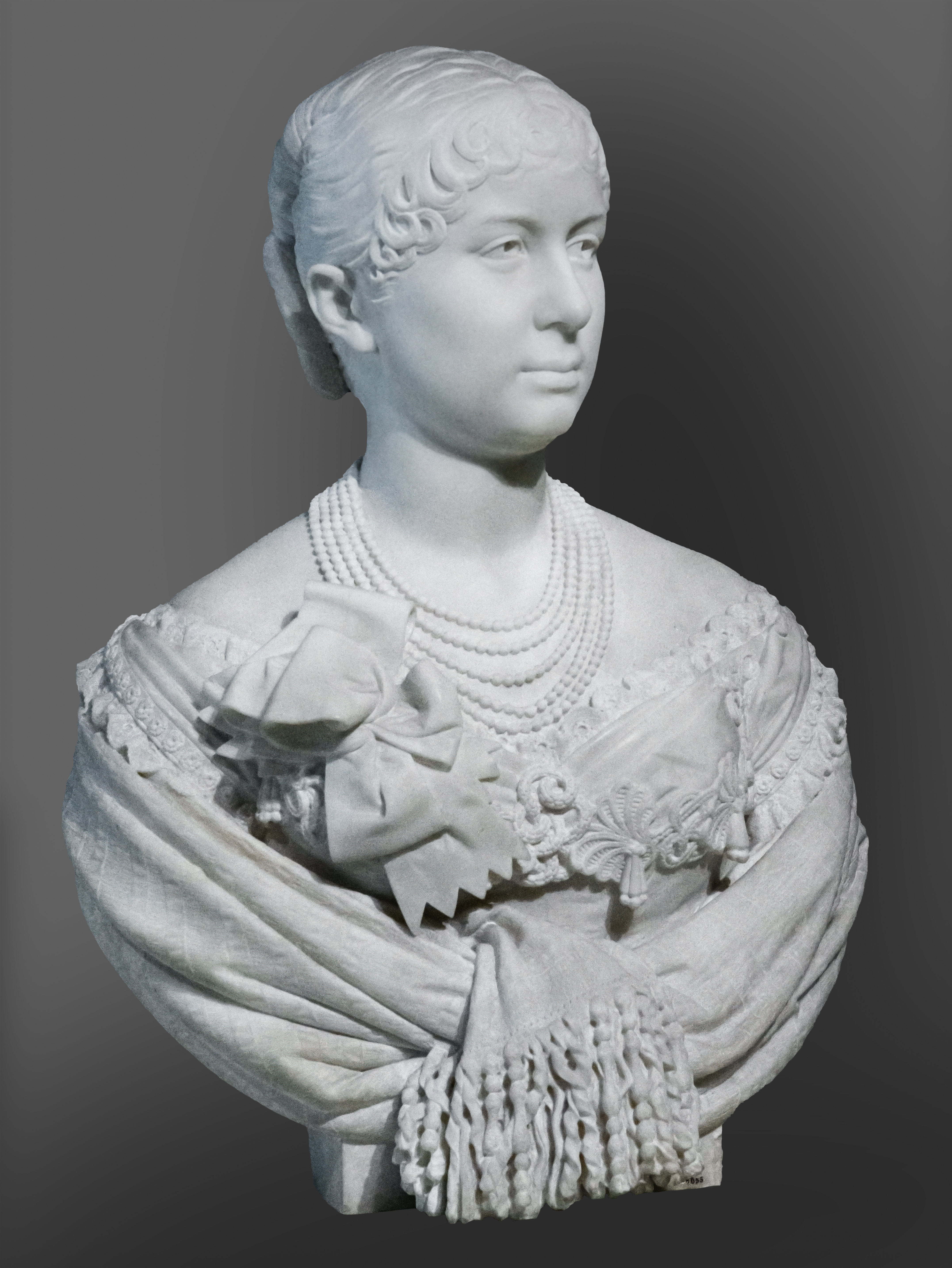
Buste de Clotilde Rosés Museu Nacional d'Art de Catalunya
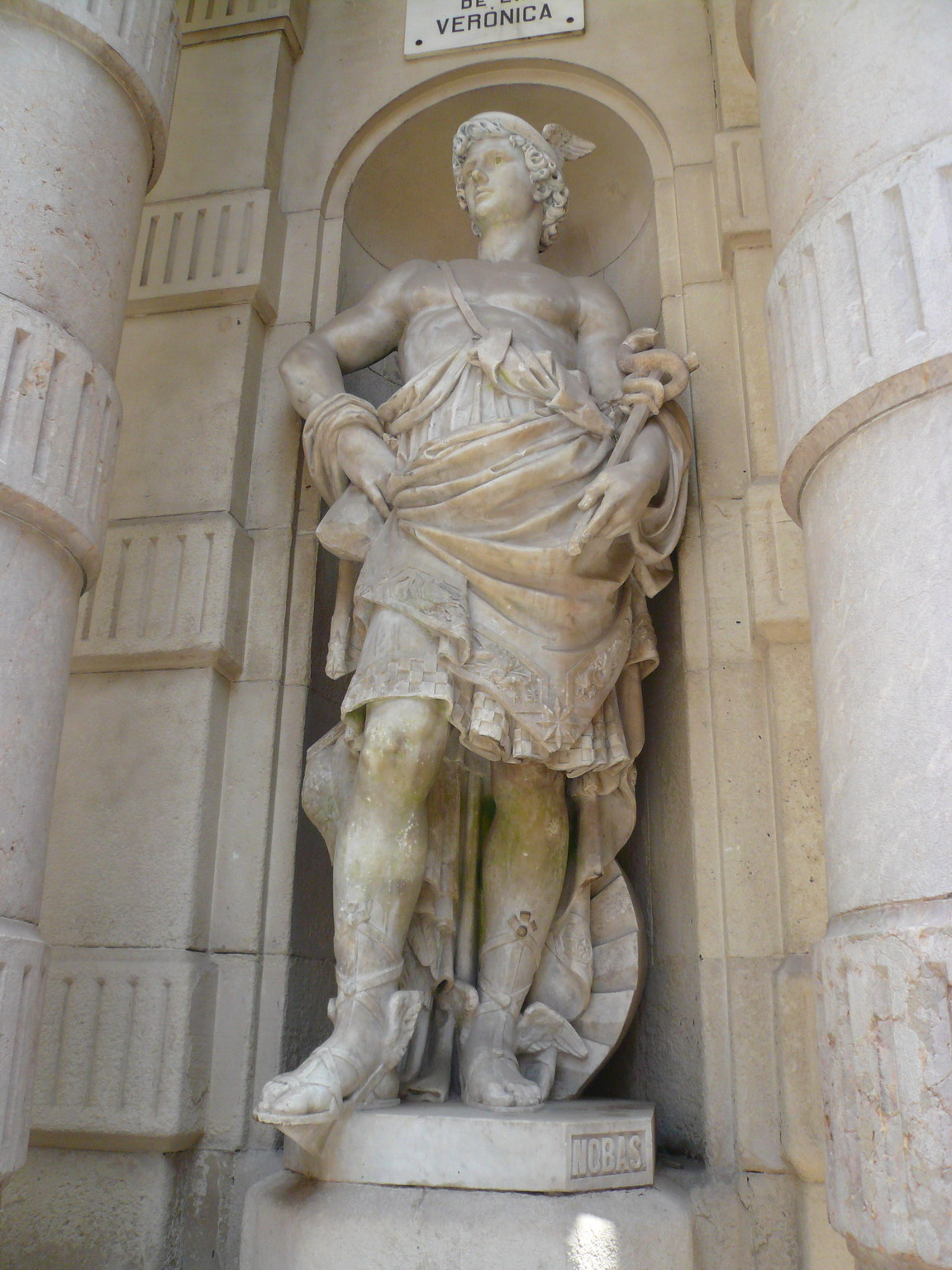
Statue de Mercure - Casino Mercantil - Barcelone
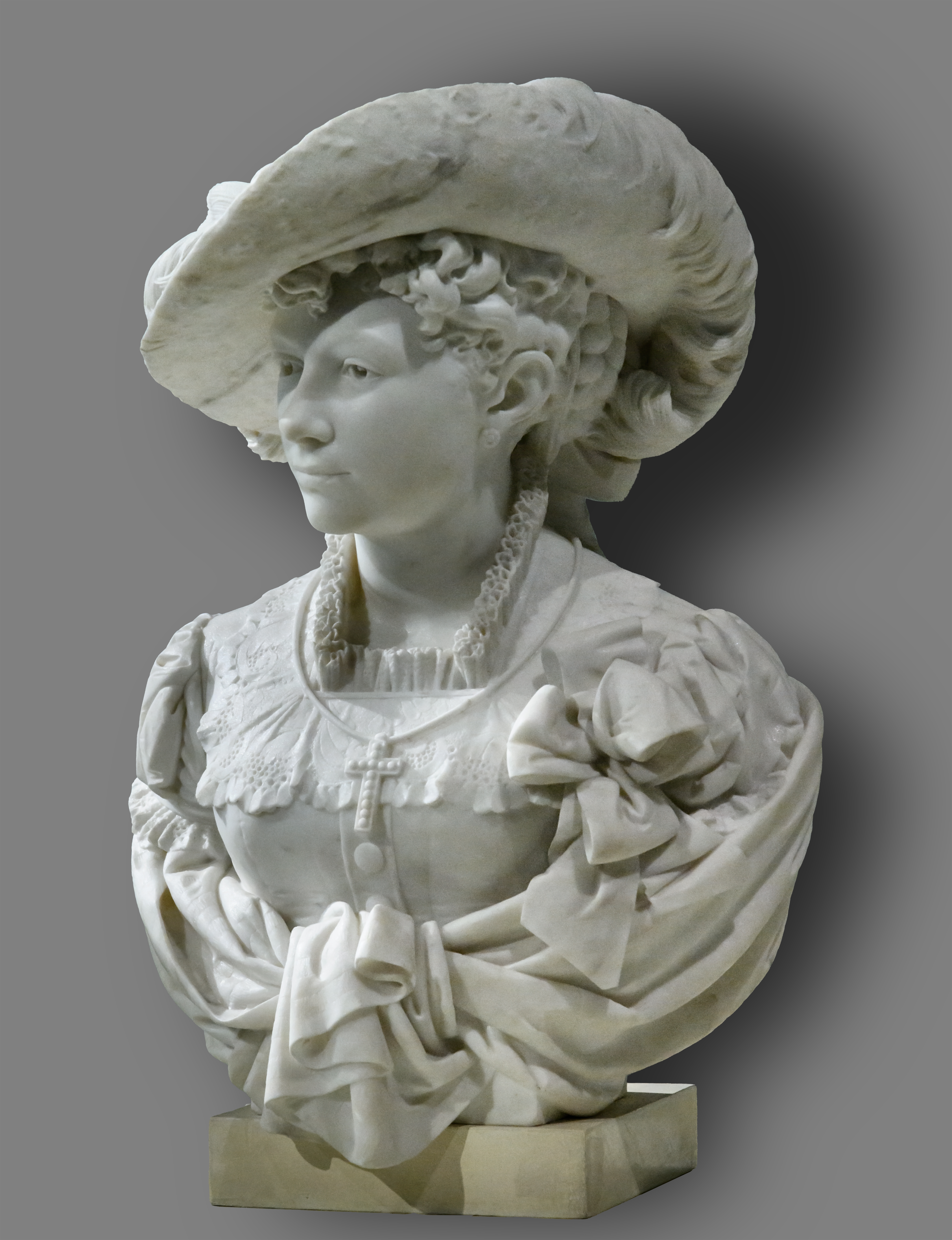
Buste d'Elisa Masriera Museu Nacional d'Art de Catalunya